# Instituto Adolfo Lutz
O Instituto Adolfo Lutz (IAL) é um laboratório de análises, sendo credenciado como Laboratório Nacional em Saúde Pública e Laboratório de Referência Macroregional pelo Ministério da Saúde brasileiro, com sede em São Paulo. É fruto da junção do Instituto Bacteriológico com o Laboratório Bromatológico, participantes da Rede Paulista de Saúde, em 26 de outubro de 1940. O nome do novo instituto é uma homenagem póstuma ao Dr. Adolfo Lutz, primeiro Diretor do Instituto Bacteriológico. O seu nome de batismo Adolpho, foi mudado por engano, dentro da então nova ortografia para Adolfo.
O Instituto atua nas áreas de Bromatologia e Química, Biologia Médica e Patologia, além de produzir conhecimentos relevantes para a saúde coletiva, desenvolvendo pesquisas aplicadas, promovendo e divulgando trabalhos científicos, colaborando na elaboração de normas técnicas, padronizando métodos diagnósticos e analíticos e organizando cursos de formação técnica, de aperfeiçoamento e estágios de aprimoramento.
Durante a pandemia de COVID-19 em 2020, o instituto participou do diagnóstico e sequenciamento do vírus do primeiro caso no Brasil em parceria com a Universidade de São Paulo e a Universidade de Oxford.

## Laboratórios regionais
O instituto possui treze laboratórios distribuídos pelo estado de São Paulo, sendo um laboratório central e doze centros regionais. Atualmente, o instituto tem laboratórios regionais em Araçatuba, Bauru, Campinas, Marília, Presidente Prudente, Ribeirão Preto, Rio Claro, Santo André, Santos, São José do Rio Preto, Sorocaba e Taubaté.
Há a perspectiva de reativação do centro regional de São Carlos, que funcionou anteriormente, de 1962 até 2006.